# Carretera Federal 55
La Carretera Federal 55 es una carretera Mexicana que recorre los estados de Querétaro, México y Guerrero, inicia en Puerta de Palmillas, Querétaro donde entronca con la Carretera Federal 57 y termina en Axixintla, Guerrero, donde entronca con la Carretera Federal 95, tiene una longitud total de 300 km.
La Carretera Federal 55 atraviesa gran parte de la región de la Tierra Caliente del estado de Guerrero;  también cruza, el Parque nacional Grutas de Cacahuamilpa. 
Las carreteras federales de México se designan con números impares para rutas norte-sur y con números pares para las rutas este-oeste. Las designaciones numéricas ascienden hacia el sur de México para las rutas norte-sur y ascienden hacia el Este para las rutas este-oeste. Por lo tanto, la carretera federal 55, debido a su trayectoria de norte-sur, tiene la designación de número impar, y por estar ubicada en el Centro de México le corresponde la designación N° 55.

## Trayecto

### Querétaro
Longitud = 3 km
- Puerta de Palmillas  – Carretera Federal 57
- San Sebastián de las Barrancas

### México
Longitud = 270 km
- San Jerónimo
- Acambay
- Atlacomulco de Fabela – Carretera Federal 15D
- San Pedro de los Baños
- Santiago Domínguez de Guzmán
- Ixtlahuaca
- San Cayetano de Morelos
- Toluca– Carretera Federal 15 y Carretera Federal 134
- Metepec
- San Miguel Totocuitlapilco
- San Mateo Mexicaltzingo
- San Andrés Acotlán
- San Antonio la Isla
- Santa María Rayón
- Santiagito Cuaxustenco
- Tenango de Arista-Carretera Federal 6
- Atlatlahuaca
- San Pedro Zictepec
- Tenancingo de Degollado
- Villa Guerrero
- Ixtapan de la Sal
- Tonatico

### Guerrero
Longitud = 27 km
- El Mogote
- Cacahuamilpa – Carretera Federal 166
- Axixintla – Carretera Federal 95